# Talasvaara
Talasvaara är en kulle i Finland. Den ligger i Nurmes och landskapet Norra Karelen, i den centrala delen av landet, 500 km nordost om huvudstaden Helsingfors. Toppen på Talasvaara är 220 meter över havet.
Terrängen runt Talasvaara är platt. Runt Talasvaara är det mycket glesbefolkat, med 5 invånare per kvadratkilometer. I omgivningarna runt Talasvaara växer i huvudsak barrskog.